# Baixo Mondego
El Baixo Mondego és una subregió estadística portuguesa, part de la Regió Centre i del Districte de Coïmbra. Limita al nord amb el Baixo Vouga i amb el Dão-Lafões, a l'est amb Pinhal Interior Norte, al sud amb Pinhal Litoral i a l'oest amb l'oceà Atlàntic. Àrea: 2062 km². Població (2001): 340 342. Comprèn 8 concelhos: 
- Cantanhede
- Coimbra
- Condeixa-a-Nova
- Figueira da Foz
- Mealhada
- Mira
- Montemor-o-Velho
- Mortagua
- Penacova
- Soure

Les ciutats principals són Coimbra i Figueira da Foz.